# Кавриаго
Кавриаго (итал. Cavriago) —  коммуна в Италии, в провинции Реджо-нель-Эмилия области Эмилия-Романья. Кавриаго расположен в долине реки По, в 8 км к юго-западу от Реджо-нелль-Эмилия. Территория муниципалитета, помимо столицы, состоит из деревень Корте Тегге и Кверчиоли.
Население составляет 9229 человек (на 2004 г.), плотность населения составляет 560 чел./км². Занимает площадь 16 км². Почтовый индекс — 42025. Телефонный код — 0522.
Покровителем населённого пункта считается Иоанн Креститель. Праздник ежегодно празднуется 24 июня.
В коммуне находится памятник Владимиру Ленину.

## Города-побратимы
- () Бендеры

## Фотогалерея

Площадь Ленина
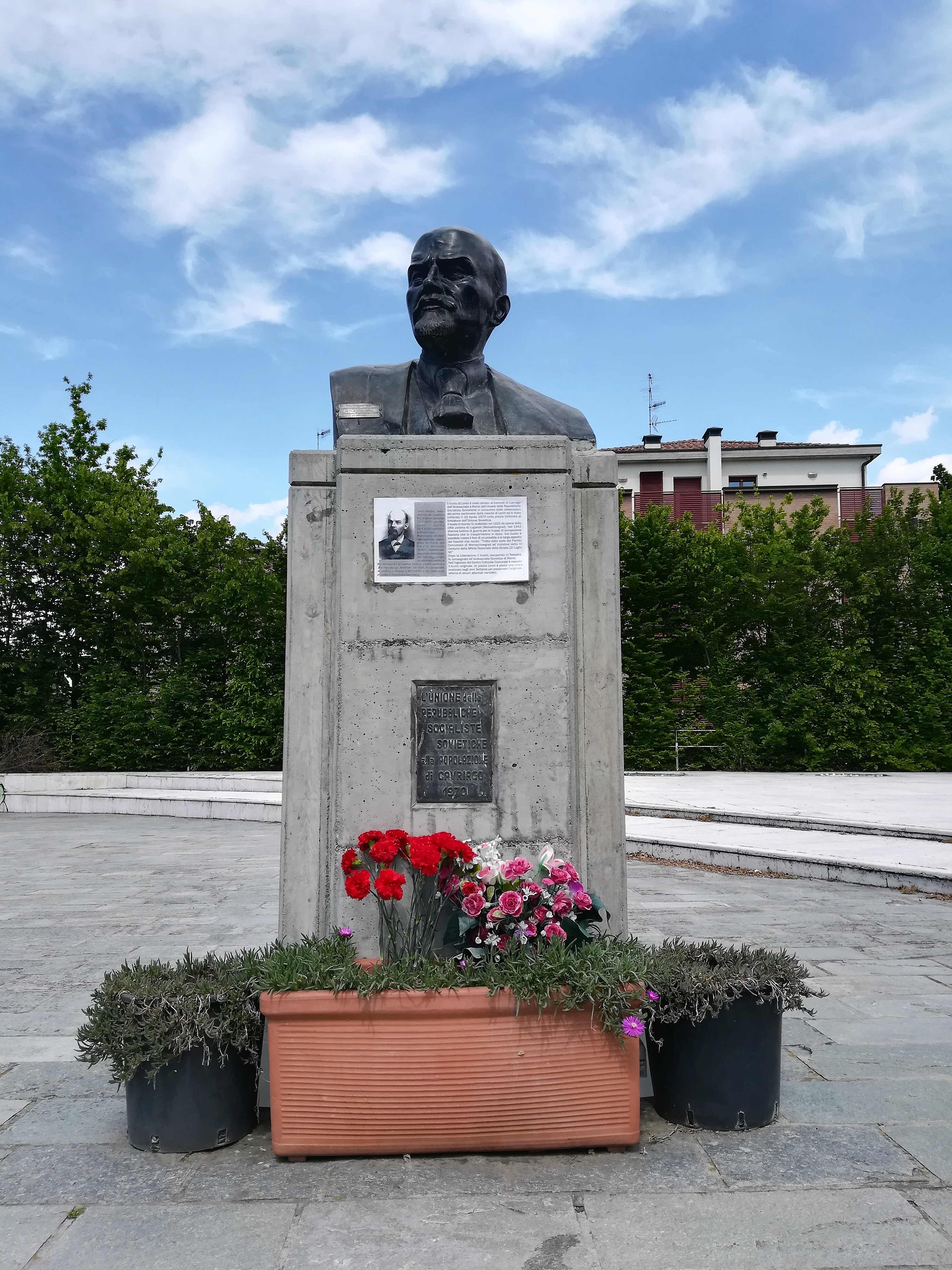
Бюст Ленина
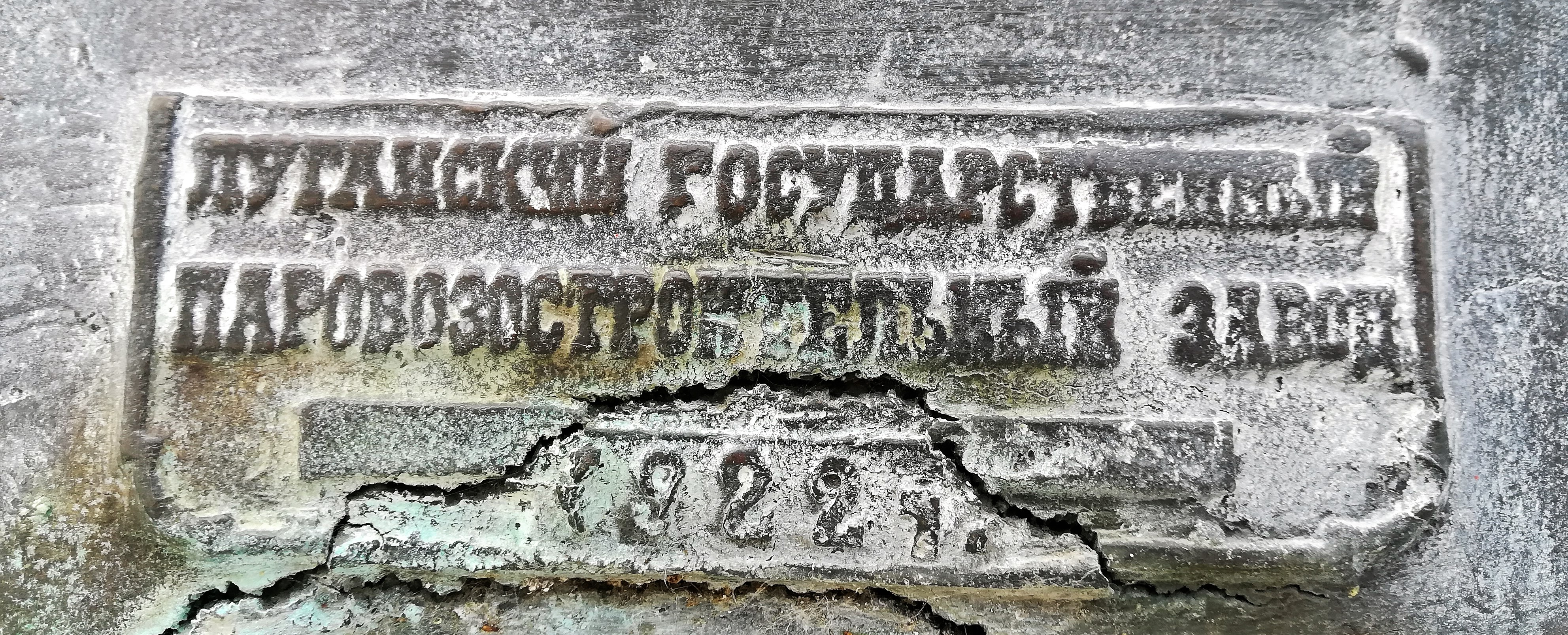
Фрагмент надписи 1922 года с названием завода, на котором был изготовлен бюст.
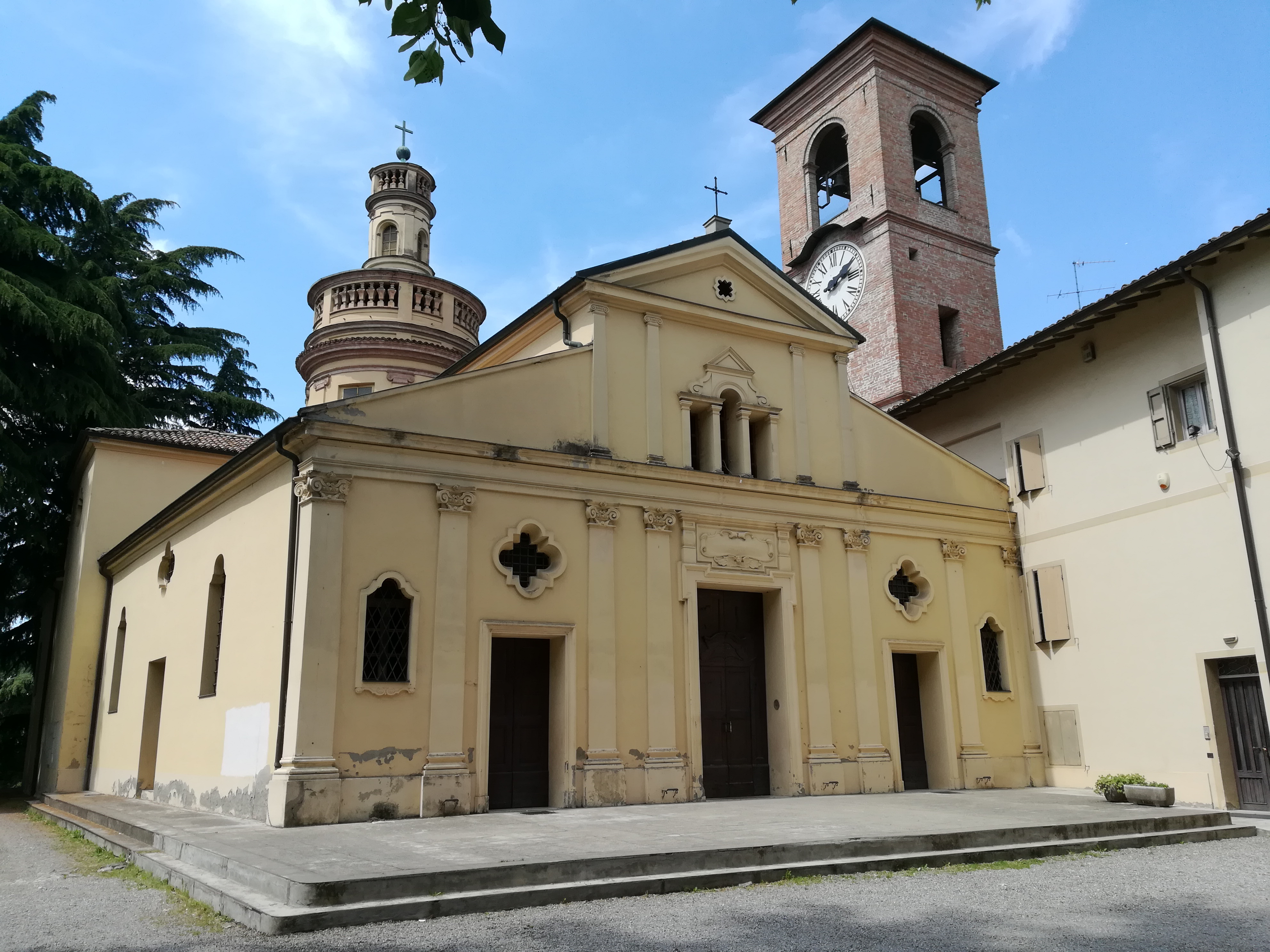
Приходская церковь Сан-Теренциано[итал.]